# Římskokatolická farnost Vítonice
Římskokatolická farnost Vítonice je územní společenství římských katolíků s farním kostelem svatého Cyrila a Metoděje v děkanátu Holešov. 

## Historie farnosti
První písemná zmínka o obci pochází z roku 1141.
Farní kostel sv. Cyrila a Metoděje byl vystavěn v letech 1886–1890; posvěcen byl roku 1896.

## Duchovní správci
Administrátorem excurrendo byl od července 2016 R. D. Mgr. Jan Hrudík. S platností od července 2018 ho vystřídal R. D. Mgr. Marek Výleta. Po roce byl do funkce administrátora excurrendo  opět ustanoven R. D. Mgr. Jan Hrudík.

## Bohoslužby
| Kostel                    | Místo    | Bohoslužba (den)     | Hodina      | Poznámka     |
| ------------------------- | -------- | -------------------- | ----------- | ------------ |
| svatého Cyrila a Metoděje | Vítonice | neděle úterý čtvrtek | 10.45 15.00 | farní kostel |

## Aktivity ve farnosti
Ve farnosti se pravidelně koná tříkrálová sbírka. V roce 2017 činil její výtěžek 13 518 korun.